# Ben True
Ben True (né le 29 décembre 1985 à North Yarmouth) est un athlète américain, spécialiste des courses de fond. 

## Biographie
En 2013, Ben True remporte la médaille d'argent par équipes des championnats du monde de cross, à Bydgoszcz en Pologne, en compagnie de Chris Derrick, Ryan Vail et Robert Mack, après s'être classé sixième en individuel.

### Palmarès
| Date | Compétition                    | Lieu      | Résultat | Épreuve     | Performance |
| ---- | ------------------------------ | --------- | -------- | ----------- | ----------- |
| 2013 | Championnats du monde de cross | Bydgoszcz | 6e       | Individuel  | 33 min 11 s |
| 2013 | Championnats du monde de cross | Bydgoszcz | 2e       | Par équipes | 52 pts      |

### Records
| Épreuve  | Performance    | Lieu                | Date            |
| -------- | -------------- | ------------------- | --------------- |
| 5 000 m  | 13 min 2 s 74  | Palo Alto           | 4 mai 2014      |
| 10 000 m | 27 min 14 s 95 | San Juan Capistrano | 20 février 2021 |